# Isavia
Isavia ohf. ist die staatliche isländische Flugsicherung und Flughafenbetreiber. Sie untersteht der isländischen Behörde Flugmálastjórn Íslands (englisch Icelandic Civil Avitation Administration, deutsch Zivile Isländische Luftfahrtbehörde). Isavia ist rechtlich in Form der isländischen Opinbert hlutafélag (ohf.) (isländisch für „öffentliches Unternehmen“, auch: Körperschaft des öffentlichen Rechtes) aufgestellt.

## Geschichte
Die isländische Flugsicherung wurde bereits 1945 gegründet. Bis 1953 wurde sie in Kooperation mit der US-amerikanischen Luftwaffe betrieben, danach kehrte sie in isländische Hände zurück. Erst im Jahre 2006 wurden der Flughafenbetrieb und klassische Flugsicherungsaufgaben voneinander getrennt.
Die zivile Luftfahrt sollte von staatlicher Kontrolle freigestellt werden, sodass das isländische Parlament im Dezember 2009 beschloss, die Flugsicherung mit zivilen Mitarbeitern zu besetzen; dies bedeutete den Rückzug des isländischen Militärs aus der ISAVIA.
Auf den 1. Mai 2010 wurde ISAVIA vom Staatskonzern in eine öffentlich-rechtliche Gesellschaft (Opinbert hlutafélag) überführt. Das Unternehmen betreibt seitdem alle isländischen Flughäfen.

## Tätigkeitsbereiche
Die isländische Flugsicherung bietet folgende Dienstleistungen an:
- Flugverkehrsmanagement
- technische Kommunikationsdienste
- Luftfahrtinformationen
- Beratung
- Training